# Emanuel Sonnenberg
Emanuel Sonenberg (ur. 5 sierpnia 1863 w Inowłodzu, zm. 20 lipca 1939 w Łodzi) – polski lekarz dermatolog, lekarz naczelny i ordynator łódzkich szpitali, społecznik, działacz łódzkich samorządów lekarskich; patron szpitala na Stokach w Łodzi, przy ul. Pieniny 30.

## Studia, pierwsza praca i specjalizacje
Był synem Adolfa i Emilii z Birencweigów. Po ukończeniu II Gimnazjum w Warszawie i uzyskaniu matury w 1885 rozpoczął studia na Wydziale Lekarskim Cesarskiego Uniwersytetu Warszawskiego. W 1891 uzyskał dyplom lekarza.
Przez rok był asystentem w szpitalu Starozakonnych „Na Czystem" w Warszawie, po czym osiadł w Zgierzu, gdzie praktykował do 1895.
W latach 1895–1911 odbywał za granicą liczne praktyki specjalistyczne w zakresie chorób skórnych i wenerycznych pod kierunkiem znanych klinicystów: Kaposiego, Neumanna, Langa, Elermanna i Grunfelda (Wiedeń 1895-1897), Maxa Josepha, Lassara, Lessera i Laspara (Berlin 1902), Unna (Hamburg 1906), Gauchera, Albaracza, Hallopeau'a i Brocqa (Paryż 1907,1910), Łukasiewicza i Kubery (Lwów 1911).

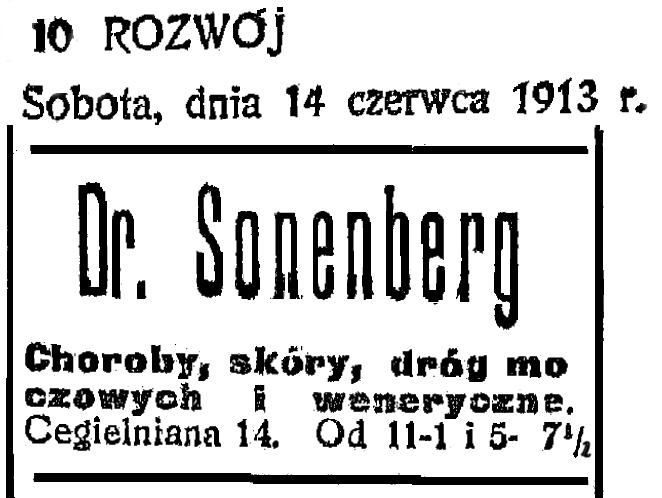

## Praca zawodowa w Łodzi
Od 1897 pracował w Łodzi jako specjalista chorób skórnych i wenerycznych.
W 1914 został ordynatorem chojeńskiego szpitala dla kobiet zawodowo trudniących się nierządem.
Od 1915 do października 1937 był lekarzem naczelnym i ordynatorem szpitala św. Aleksandra w Łodzi (przy ul. Placowej 14), zaś po jego likwidacji ordynatorem szpitala św. Antoniego.

## Działalność w samorządzie lekarskim
Działał w łódzkim samorządzie lekarskim:
- był członkiem zarządu i sądu koleżeńskiego w Łódzkim Towarzystwie Lekarskim (w latach 1904-1913),
- był członkiem zarządu oddziału łódzkiego Związku Lekarzy Państwa Polskiego (w latach 1919-1928),
- był zastępcą członka sądu dyscyplinarnego przy Łódzkiej Izbie Lekarskiej (w latach 1929-1939).

## Działalność naukowa
- Był członkiem komitetu redakcyjnego „Czasopisma Lekarskiego" (w latach 1899-1908) i „Przeglądu Dermatologicznego" (od 1932 do śmierci w 1939).
- Był też prezesem oddziału łódzkiego Towarzystwa Dermatologicznego (od 1926) oraz członkiem Towarzystwa Przyjaciół Nauk w Łodzi (od 1936).
- Ogłosił drukiem w czasopismach polskich, niemieckich i francuskich 53 prace z zakresu higieny społecznej, dermatologii i wenerologii oraz etyki zawodowej. Trzy spośród tych prac ukazały się także w przekładzie na język czeski.
- Kilka jego prac naukowych ukazało się w formie publikacji książkowych m.in. Miasto Zgierz ze stanowiska sanitarnego i Warunki zdrowotne mieszkańców miasta Łodzi.

## Odznaczenia
Przez wojewodę łódzkiego został odznaczony Brązowym Medalem za Długoletnią Służbę, nadanym  18 września 1938.